# Xhevdet Nasufi
Xhevdet Nasufi (mac. Џевдет Насуфи; ur. 1948 w Wełeszcie) – północnomacedoński polityk pochodzenia albańskiego, działacz Demokratycznej Partii Albańczyków, wicepremier Macedonii.